# Suzuki GSX-R
Předtím, než se roku 1985 objevil první motocykl Suzuki GSX-R 750, olejem chlazený čtyřválec, měl konkurenci v rychlých supersportovních motocyklech, které zde již byly. GSX-R 750 (zkráceně Gixer nebo Gixo) byl první, který byl stavěn jako závodní replika, jejichž hlavním cílem byla výkonnost. Rám nebyl ocelový, jako u konkurenčních strojů, ale hliníkový. I když v době výroby byly upřednostňovány šestnáctipalcová kola, Gixer nastoupil s osmnáctipalcovými koly, což znamenalo lepší výměnu brzdových destiček. Objem motoru byl 749 cm³³, byl šestnáctiventilový s rozvodem DOHC, což znamenalo velice silný motor, který při zhruba 10 000 ot./min. měl maximální výkon 74 kW. Vysoká výkonnost ve vysokých otáčkách zaručovala rychlost okolo 233 km/h. Gixer s šestistupňovou převodovkou, teleskopickou vidlicí vpředu a jednoduchou kotoučovou vzadu se tak stal jedním z nejlehčích motocyklů (176 kg bez paliva).
V nynější době, v prosinci 2020, je na trhu velké množství motocyklů Suzuki GSX-R různé kubatury (jako jediná z japonské čtyřky zachovala objem 750), přičemž nejsilnějším je 1 300 cm³³ (Suzuki GSX-R 1300 Hayabusa).